# Копылов, Вадим Анатольевич
Вадим Анатольевич Копылов (род. 19 сентября 1958, Кадиевка, Луганская область) — украинский государственный деятель.
Занимал должности заместителя председателя ГНА, заместителя министров угольной промышленности, финансов, первого заместителя министров топлива и энергетики, финансов, экономического развития и торговли Украины. Исполняющий обязанности министра экономического развития и торговли Украины (2012). Председатель правления НАК «Нафтогаз Украины» в 2000—2002 годах.

## Биография

### Ранние годы. Образование
Родился 19 сентября 1958 в г. Стаханов Луганской области УССР. В 1980 году окончил Московский горный институт (сегодня – Горный институт НИТУ «МИСиС») по специальности «горный инженер — экономист».

### Трудовая биография
- 1980—1984 — горный мастер, участковый горный нормировщик, начальник отдела труда и заработной платы шахты имени XXII съезда КПСС производственного объединения «Стахановуголь».
- 1984—1989 — главный экономист шахты имени Кирова производственного объединения «Стахановуголь».
- 1989—1994 — начальник планово-экономического отдела, заместитель генерального директора — директор по экономике производственного объединения «Луганскуголь».
- 1994—1996 — заместитель министра угольной промышленности.
- 1996 — заместитель генерального директора производственного объединения «Луганскуголь».
- 1996—1998 — начальник Главного управления принудительного взыскания налогов Государственной налоговой администрации Украины.
- 1998—2000 — заместитель председателя Государственной налоговой администрации Украины.
- 14 июля 2000 — 5 февраля 2002 — первый заместитель Министра топлива и энергетики Украины — председатель правления Национальной акционерной компании «Нафтогаз Украины».
- 2002—2003 — заместитель председателя Государственной налоговой администрации Украины.
- 2003—2003 — заместитель Государственного секретаря Министерства финансов Украины.
- 2003—2004 — заместитель министра финансов Украины.
- 2004—2005 — заместитель председателя Государственной налоговой администрации Украины.
- 2005—2006 — председатель наблюдательного совета ООО "Универсальный коммерческий банк «Камбио».
- 2006—2007 — первый заместитель министра финансов Украины.
- 11 марта 2010[1] — 28 декабря 2010[2] — первый заместитель министра финансов Украины (вторично).
- 28 декабря 2010[3] — 30 марта 2012[4] — первый заместитель министра экономического развития и торговли.
- 14 февраля 2012 — 23 марта 2012 — исполняющий обязанности министра экономического развития и торговли Украины.